# Tichá říčka (přírodní památka)
Tichá říčka je přírodní památka v okrese Jablonec nad Nisou. Vyhlášena byla v roce 2008 k ochraně pozůstalých fragmentů rašelinišť, rašelinných a mokřadních luk s výskytem několika chráněných druhů rostlin (například z čeledi orchedejí) a živočichů (hlavně druhy ptáků a obojživelníků). Nevedou zde žádné značené turistické cesty.
Přírodní památka se nachází v II. zóně chráněné krajinné oblasti Jizerské hory, v katastrálním území Janov nad Nisou, v obecní části Hrabětice. Území leží na pozvolném svahu hory Královky. 

## Lokalita
Přírodní památka Tichá říčka se rozkládá na katastrálním území obce Janov nad Nisou o rozloze 3,97 ha. Má kolem sebe 50 metrů široké ochranné pásmo, které zvětšuje rozlohu na 7 ha. Ze západu areál lemuje silnice vedoucí od Hrabětic k Josefodolské nádrži, na severu ji lemuje samotný potok Tichá říčka, který zastinují stromy blízkého lesa. Na jih nalezneme jen louku s občasnými křovinami a dál pak veřejné parkoviště. Ve východní části památky se vyskytují malé plochy lesa a louky. Celá lokalita se nachází v rozmezí 730-740 m nad mořem, svažuje se ze západu na východ v úpatí hory Královky. Přímo v ochranném pásmu je také zástavba - zahrada s rodinnou chatou. Ve střední části území nalezneme dvě malá rašeliniště a malý lesík. 

## Historie
I přestože se území začalo chránit až 15. ledna 2008, má za sebou pár historických událostí, které výrazněji pozměnily ráz přilehlé krajiny. Od roku 1974 až po celá 80. léta zde byly prováděny meliorační (odvodňovací) procesy. Důvodem těchto akcí byla snaha o usnadnění zemědělské činnosti. Snaha dokázat, že “vhodným” odvodněním zamokřených luk, je lze bez problémů využívat jako pole nebo pro pěstování pícnin. Vedlejším důsledkem modifikace vodního režimu, však byl pokles hladiny spodní vody, tím pádem došlo i k přeměně vegetace a fauny. Vymřel zde například vzácný ďáblík bahenní (Calla palustris). Naštěstí se tyto práce nijak radikálně netýkaly území, kde je dnes vyhlášena přírodní památka a tak zde můžeme nadále obdivovat část zachovalé přírody, jež je na tomto místě původní. 

## Přírodní podmínky

### Geologie
Území spadá do Krkonošsko-jesenické soustavy (subprovincie), Krkonošské podsoustavy (oblasti), celku Jizerské hory, podcelku Jizerská hornatina a okrsku Bedřichovská vrchovina. Horninové podloží je značně jednotvárné jako v celém širším okolí, tvořené výrazně porfyrickou, středně zrnitou žulou místy přecházející do granodioritu.

### Pedologie
Půda je formována hlavně podnebnými podmínkami - velký úhrn srážek (1200 mm/rok) a nízká průměrná roční teplota (5 °C) nedává půdě velkou šanci na vývoj. Lokalita je celoročně zamokřená, proto jsou zde rozšířeny pseudogleje, které místy přechází až do zrašelinných pseudoglejí.

### Hydrologie

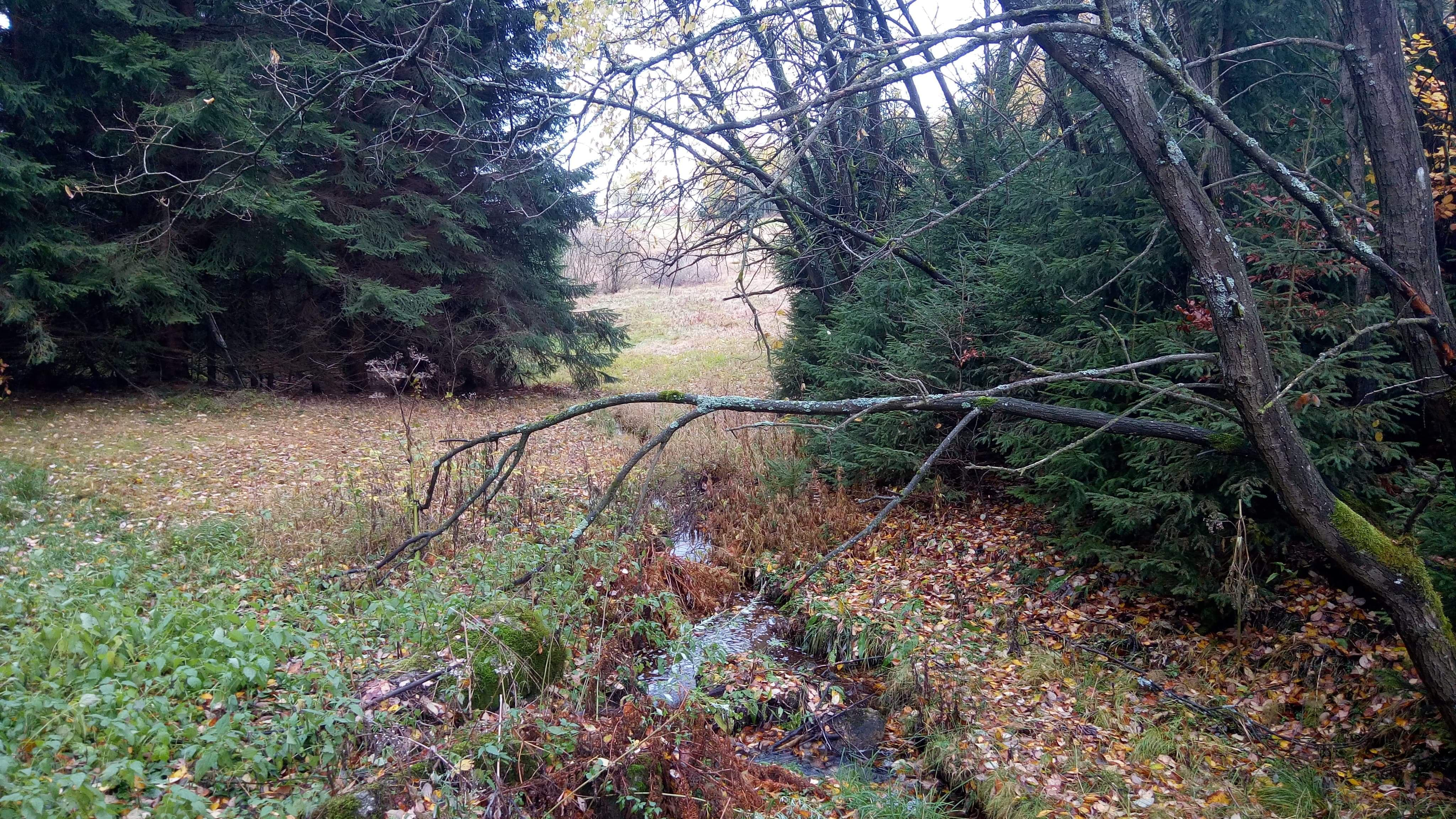
Potok Tichá říčka

Územím protéká potok Tichá říčka, jež je pravostranným přítokem Kamenice. V letech 2012-2013 správa CHKO Jizerské hory provedla revitalizaci některých částí toku, které ale nezasahovali přímo do areálu přírodní památky. Upravovaly se zejména ty části, jež předtím prodělaly meliorační úpravy. Lokalita je součástí ochranného pásma vodního zdroje III. stupně.

### Vegetace

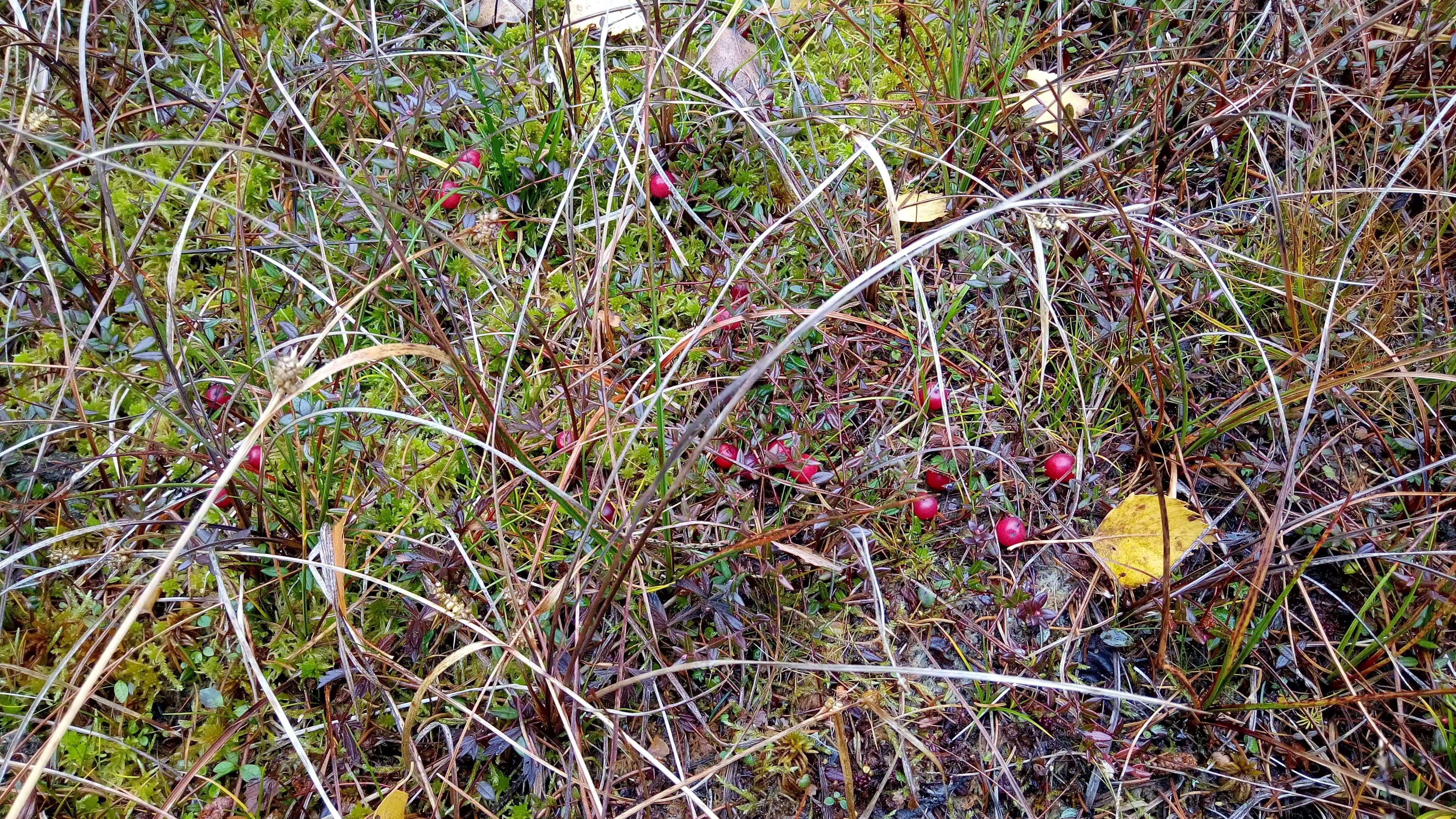
Klikva bahenní

Nalezneme zde ostřicovo-pcháčové louky čítající mnoho běžných i vzácných druhů. Ze zvláště chráněných druhů flóry vyskytující se na vlhkých místech nutno zmínit klikvu bahenní (Oxycoccus palustris), rosnatku okrouhlolistou (Drosera rotundifolia), prhu arniku (Arnica montana) a z čeledi orchidejí (vstavačovité) prstnatec májový (Dactylorhiza majalis), prstnatec Fuchsův (Dactylorhiza fuchsii), vemeník zelenavý (Platanthera chlorantha) a pětiprstku žežulník (Gymnadenia conopsea). Zejména na jaře můžeme vidět rozkvetlé koberce krásně zbarvených prstnatců. Samozřejmě se zde vyskytuje velké množství mechů např. rodu ploník (Polytrichum) nebo rašeliník (Sphagnum).

### Fauna
Na rašeliništích a mokřadních loukách lze najít mnoho vodních i suchozemských bezobratlých živočichů, například některé druhy vzácných pestřenek, kriticky ohroženou koutuli (Ulomyia plumata), na Červeným seznamu zapsanou parazitickou vosu (Dolichovespula adulterina) nebo druh podřádu šíropasí Amauronematus stenogaster, jež byla právě na této lokalitě nalezena prvně v České republice. Z vodních bezobratlých můžeme jmenovat vzácné druhy pobřežnic, a to pobřežnici Müllerovu (Salda muelleri) a pobřežnici Menschovu (Salda henschii). Ze zástupců obratlovců - obojživelníků zde žije čolek horský (Triturus alpestris) a ještěrka živorodá (Zootoca vivipara). Z ptačí fauny se zde vyskytují nebo hnízdí chráněný bramborníček hnědý (Saxicola rubetra), hýl rudý (Carpodacus erythrinus), ťuhýk obecný (Lanius collurio) nebo evropsky významný chřástal polní (Crex crex).

## Ochrana
Předmětem ochrany a důvodem vyhlášení přírodní památky jsou zamokřené a rašelinné louky s několika vzácnými druhy flóry a fauny vypsané výše. Areál je nejméně postiženým místem na rozsáhlém území podél potoka Tichá říčka, kde probíhala meliorace, která ničila přirozeně podmáčené louky a vytvářela tak nepříznivé podmínky pro choulostivé vlhkomilné rostliny. Důležitým nepříznivým faktorem byl pokles hladiny spodní vody. Právě proto je přírodní památka vyhlášena na místě, které je nejméně zasaženo úpravami.

### Management ochrany
Celá lokalita je rozdělena do šesti dílčích ploch podle rostoucí vegetace a potřebují různou formu údržby. Jedná se hlavně o provádění pravidelných sečí v intervalech jednou za dva roky a likvidování náletových dřevin zejména keřových vrb a další ruderální druhy minimálně jednou za 5 let. Do roku 2020 se však doporučuje každoroční kosení vegetace vzhledem k předešlému nevhodnému managementu (nízká frekvence výřezů a sečení). Vysečenou biomasu je následně nutno z přírodní památky odvézt mimo chráněnou plochu. Další hrozbu představuje například třtina chloupkatá (Calamagrostis villosa). Ta se musí pravidelně kontrolovat, jestli se nechtěně nerozmnožuje. Jedna z ploch je ponechána kompletně bez zásahu, jelikož rašeliniště a okrajové plochy zatím nepotřebují žádné speciální zásahy. Jednorázově se prohlubují stávající tůně nebo se zakládají nové, a to mimo vegetační sezóny kvůli ochraně živočichů.

## Turismus
Památka je lehce dostupná, jelikož hned v její blízkosti je vystavěné velké parkoviště a autobusová zastávka. Stojí zde kaplička, ve které je provozováno občerstvení téměř po celý rok. V PP Tichá říčka nevedou žádné turisticky značené trasy a vzhledem k její velikosti ji má návštěvník probádanou během několika minut.
V okolí je široká škála možností výletů a to například rozhledna Slovanka (vzdálená 15 minut pěšky) s výhledem na Jablonec nad Nisou, Liberec a krásná panoramata Jizerských hor. Hned pod vesnicí Hrabětice se rozkládá skiareál Severák, začíná zde několik běžkařských tras a když se vydáme směrem na sever, dojdeme k vodní nádrži Josefův důl.

## Fotogalerie

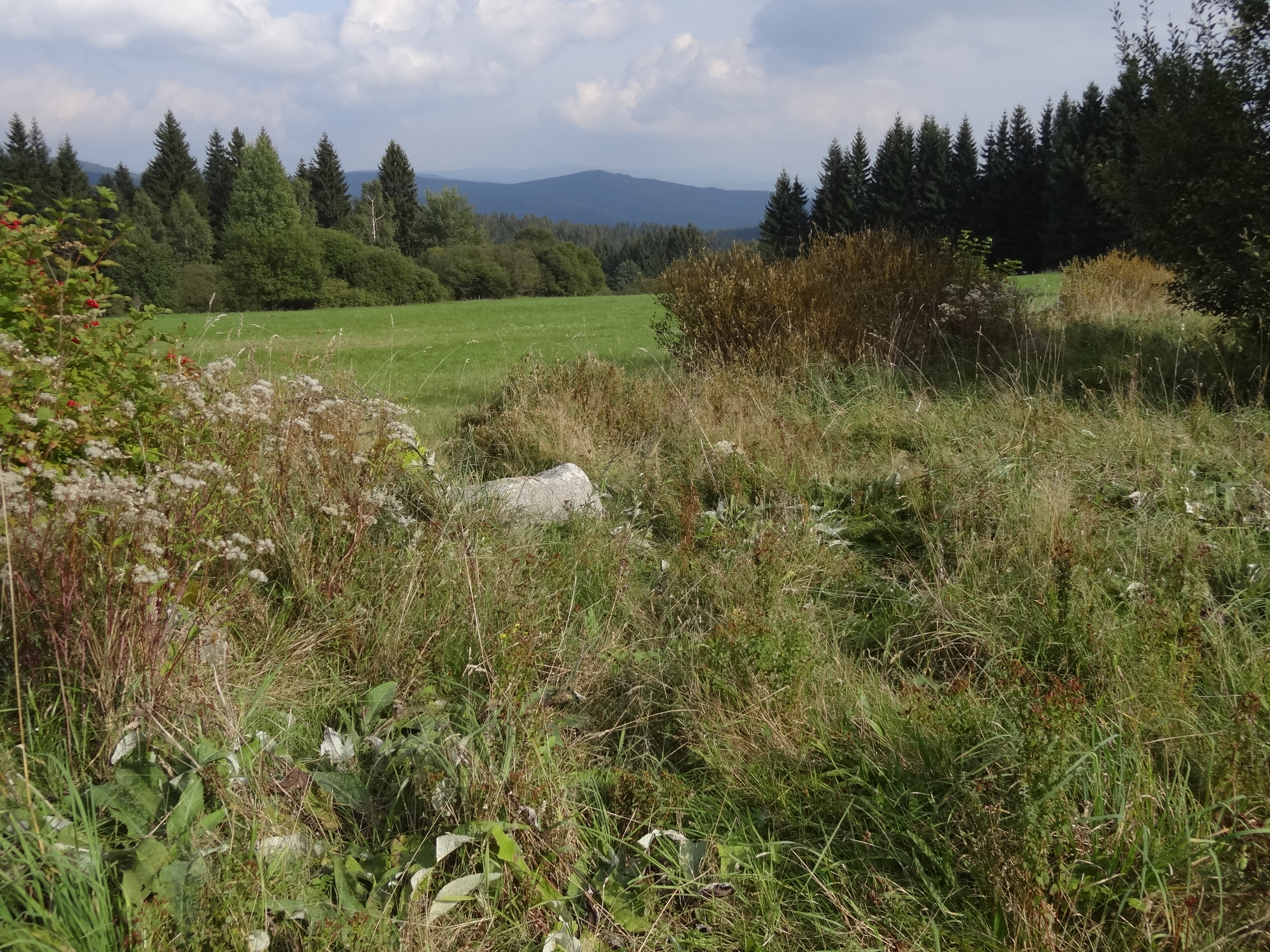
Celkový pohled na údolí potoka Tichá říčka s přírodní památkou od Hrabětic
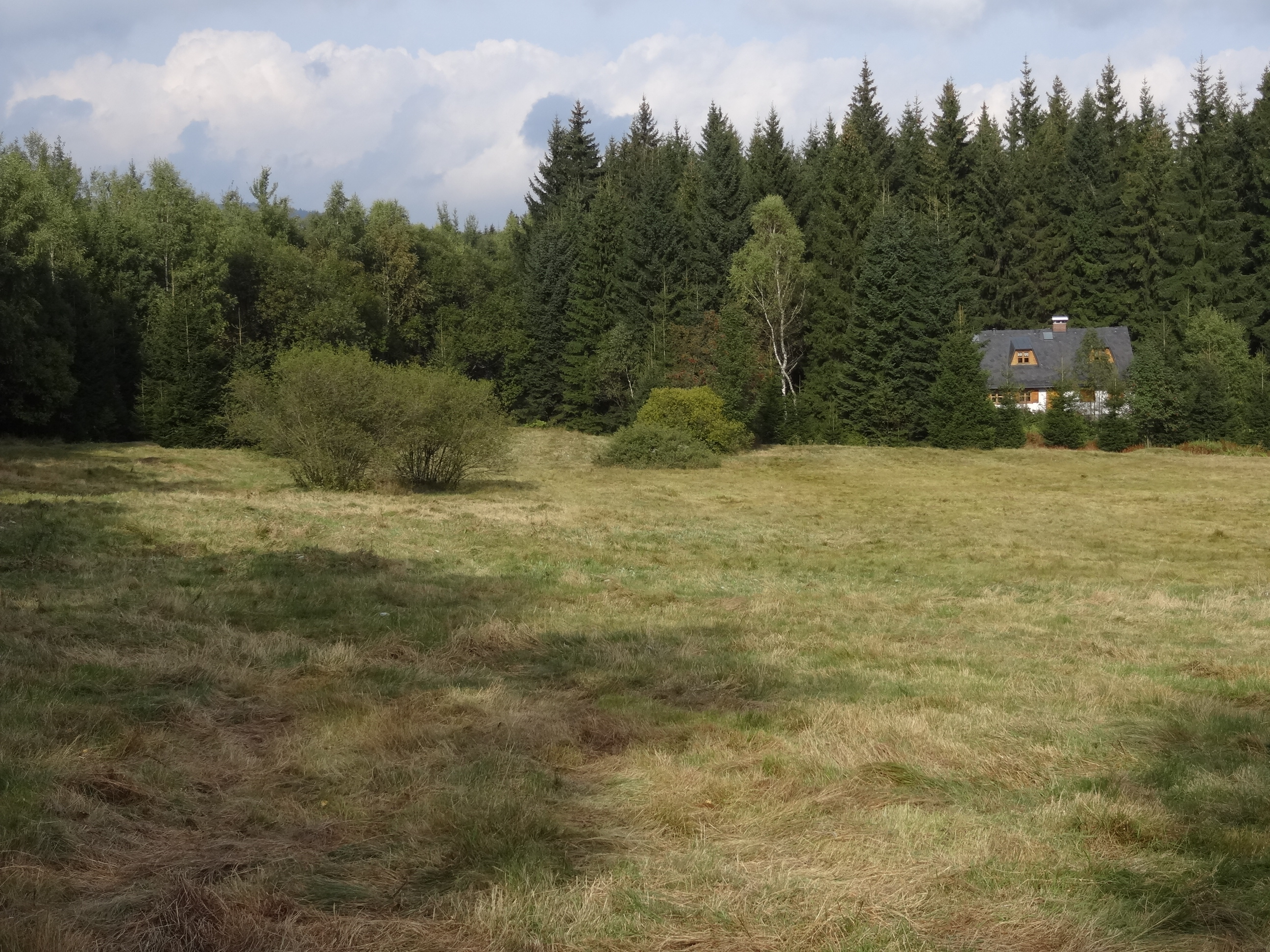
Samota v údolí Tiché říčky, v popředí území přírodní památky
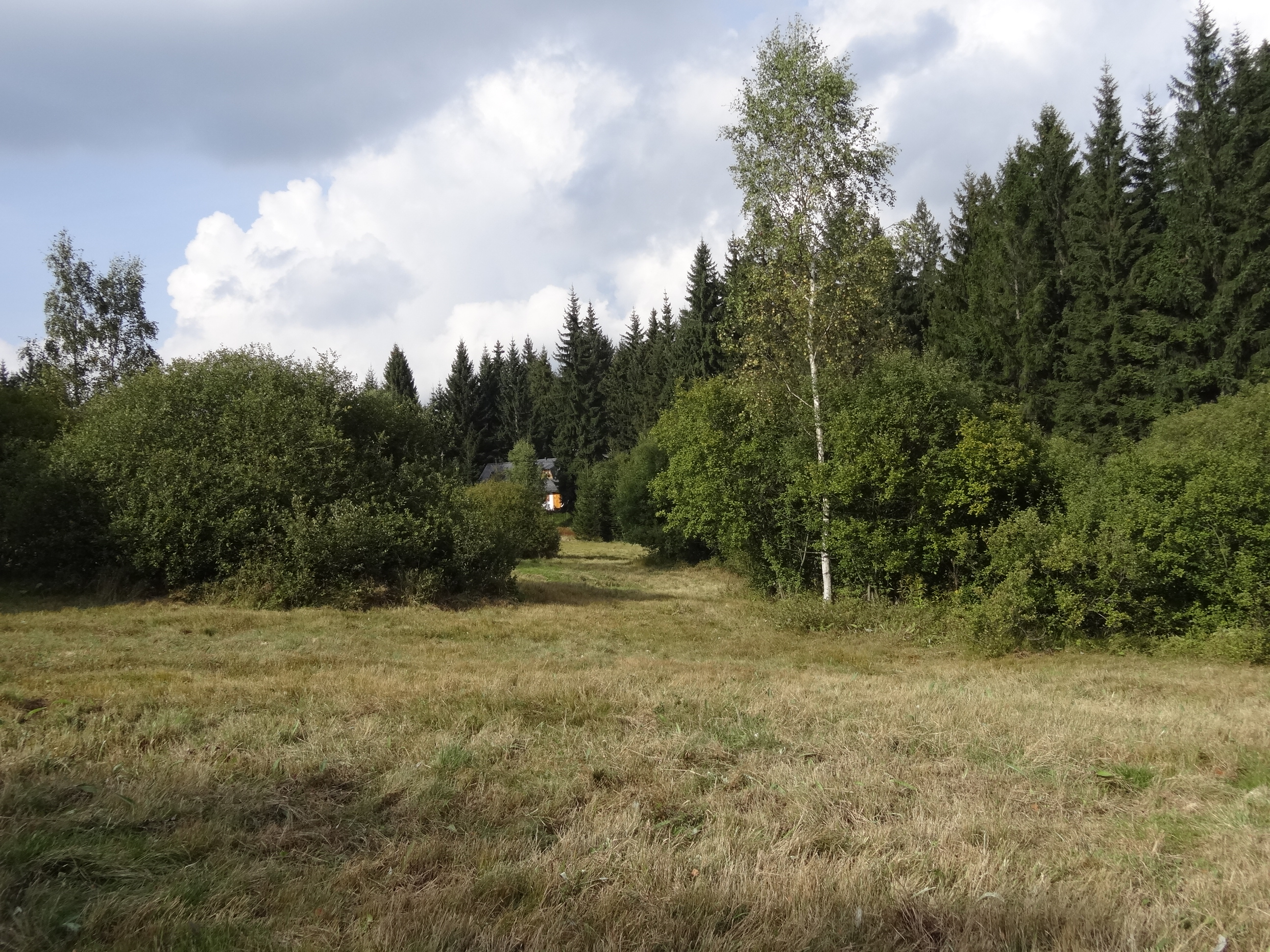
Okraj lesa
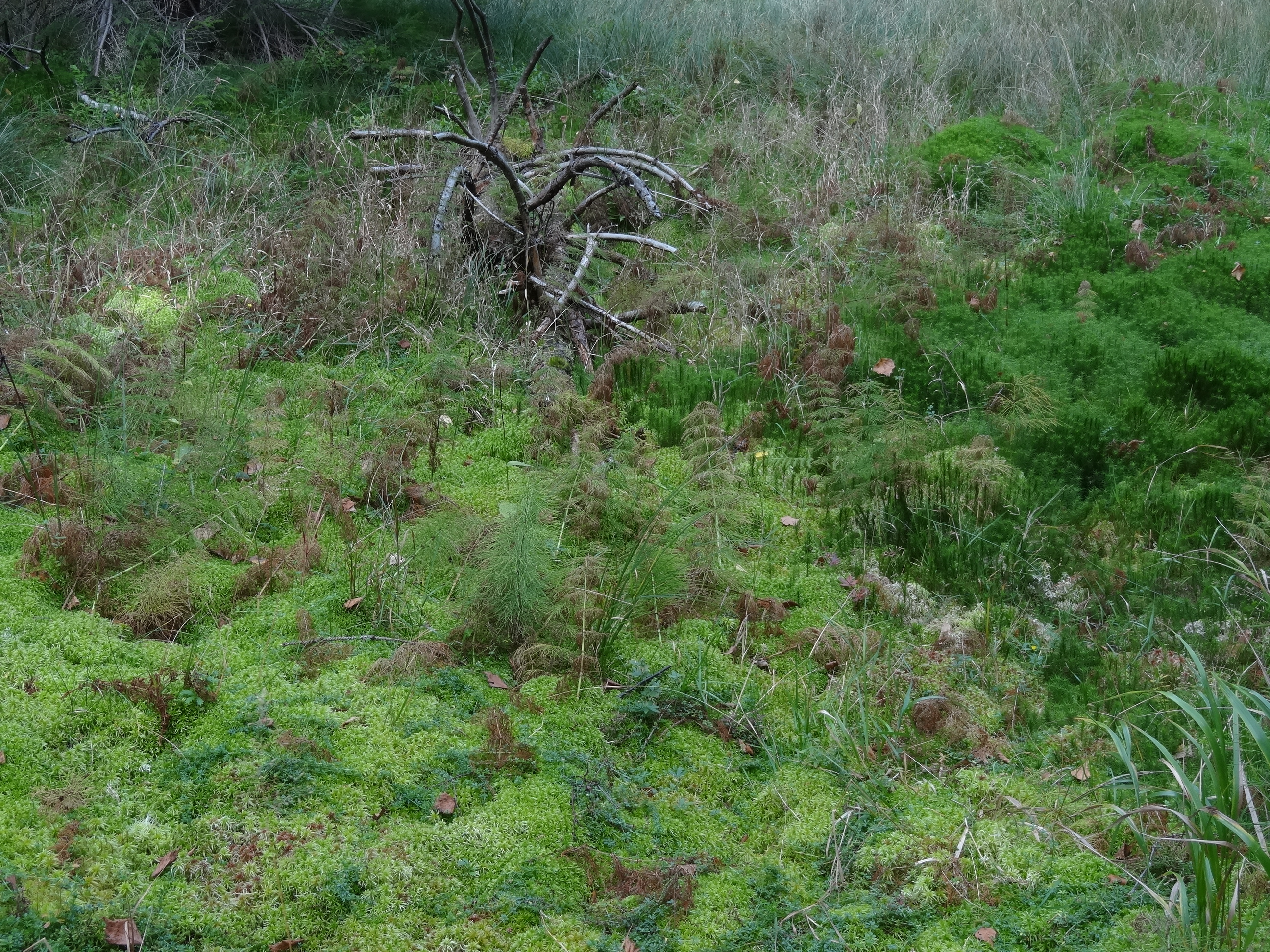
Detail zrašelinělé louky
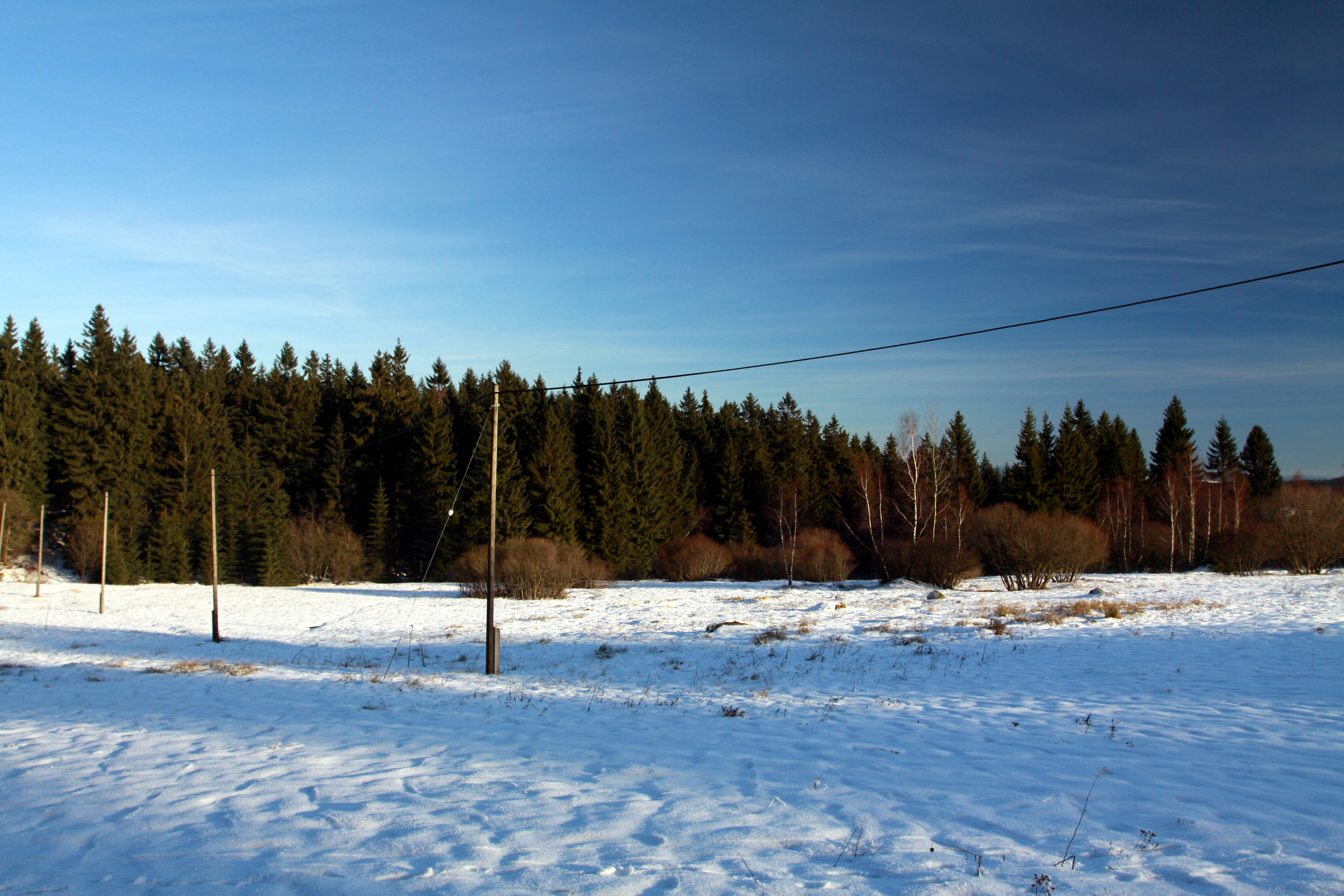
Chráněné území v zimním hávu
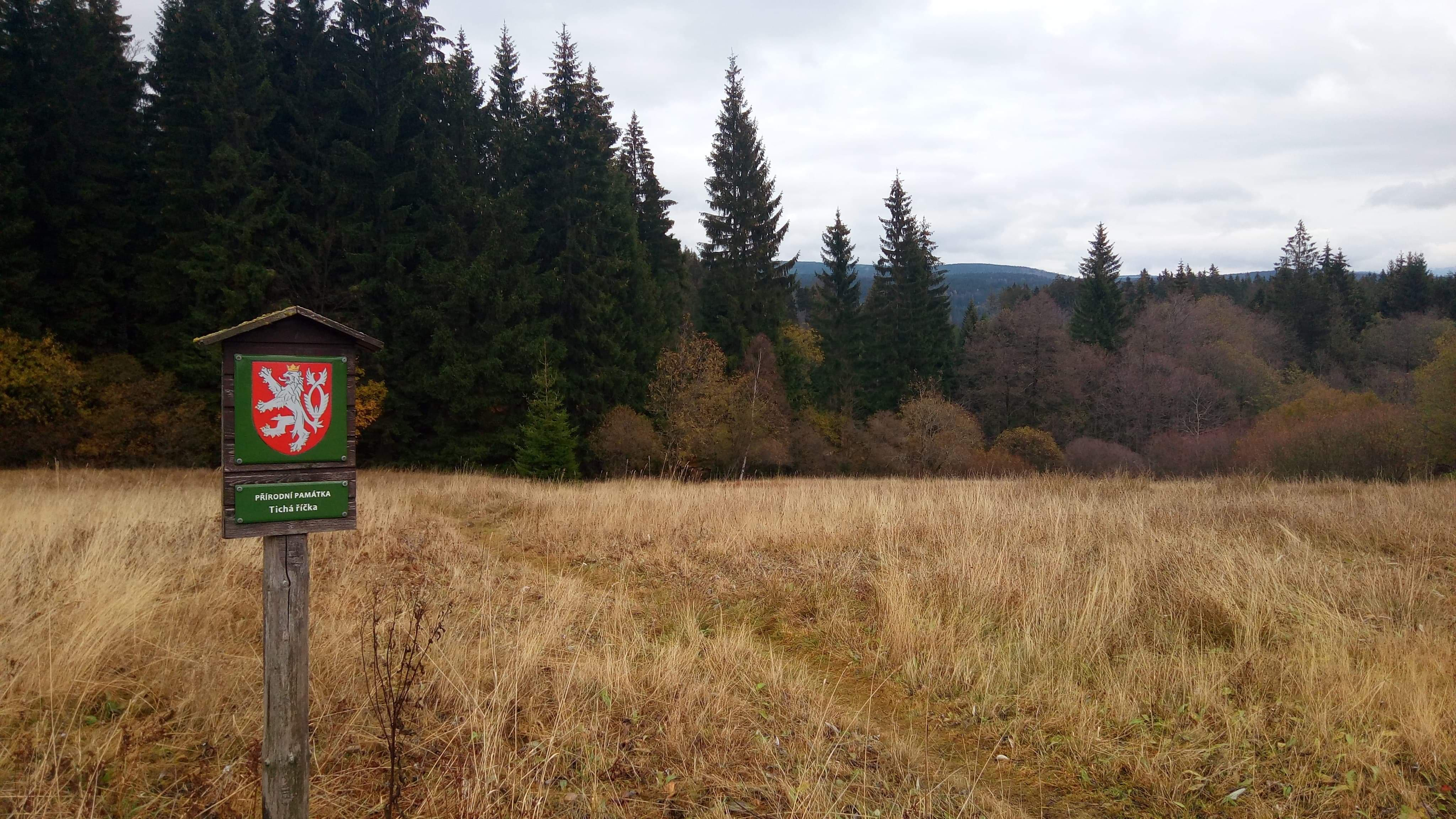
Hraniční tabule PP Tichá říčka
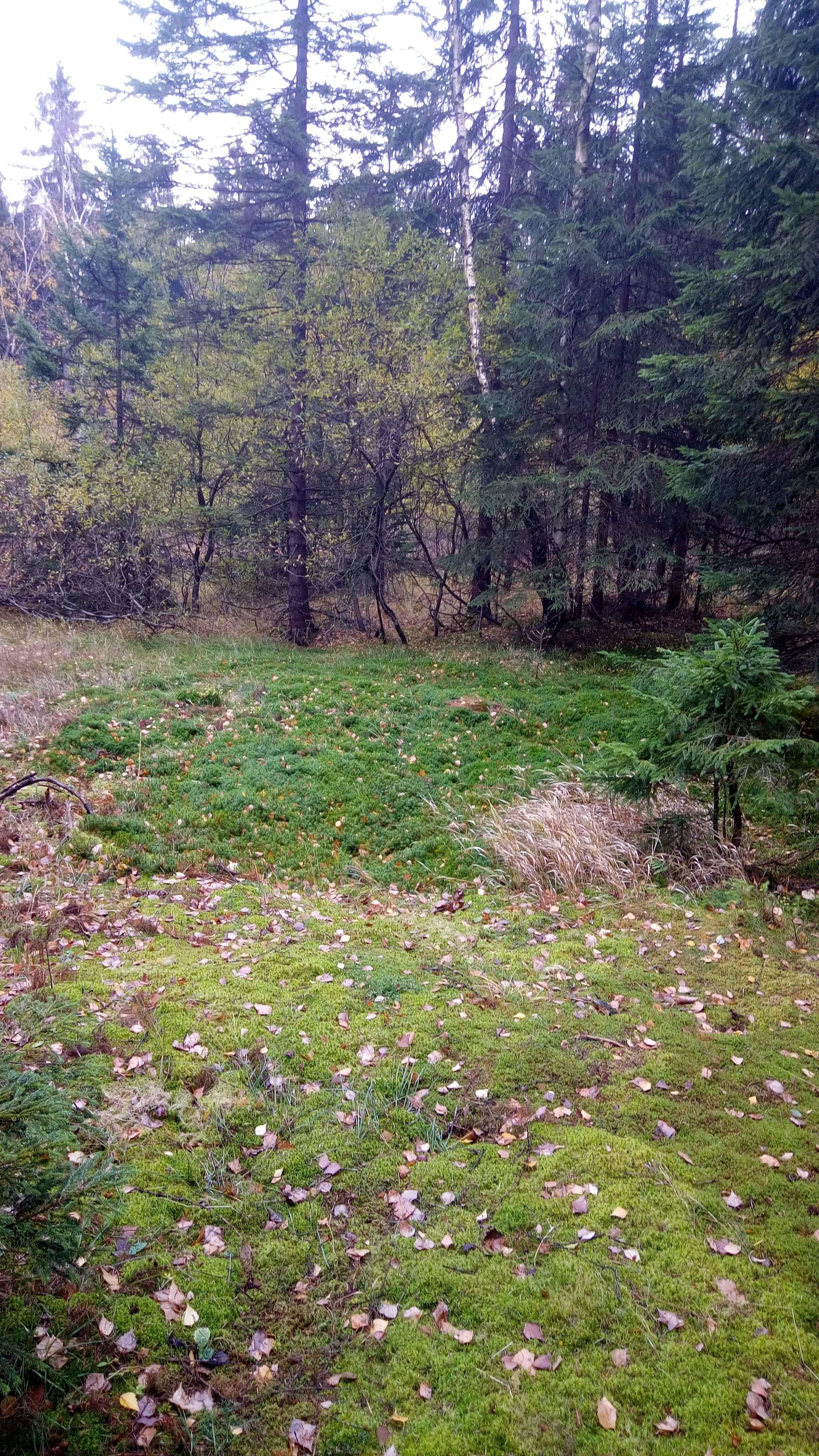
Mechy z rodů ploník a rašeliník
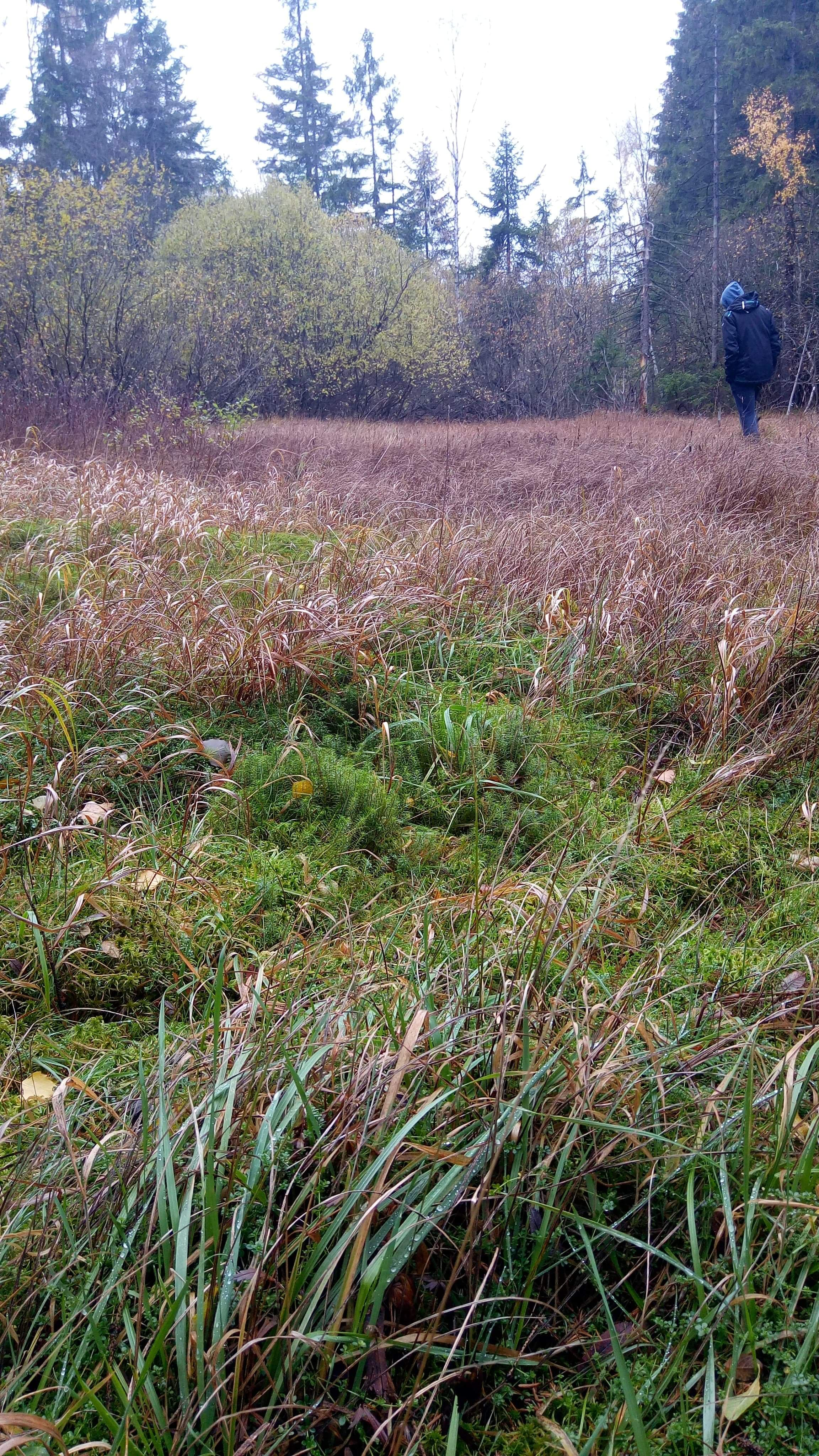
Náhled na rašeliniště